# Phormion (Stratege)
Phormion (altgriechisch Φορμίων Phormíōn; † um 428 v. Chr.), der Sohn des Asopios (auch: Asopichos), war ein athenischer Stratege (Militärbefehlshaber) zur Zeit des Perikles und in den Anfangsjahren des Peloponnesischen Krieges.
Der antike Schriftsteller und Geograph Pausanias bezeichnete Phormion in seiner „Beschreibung von Griechenland“ als „einen der guten Bürger Athens“ und berichtete, dass er „durch den Ruhm seiner Vorfahren ausgezeichnet gewesen sei“.
Im Jahre 440 v. Chr. wirkte Phormion unter Perikles als Admiral bei der Eroberung der Ägäis-Insel Samos mit. Im Vorfeld des Peloponnesischen Krieges wurde er 432 v. Chr. mit der Leitung der athenischen Operationen bei Potidaia (am westlichsten „Finger“ der Halbinsel Chalkidike in der Nordägäis) beauftragt, wo er 1600 Gepanzerte befehligte.
431 v. Chr. unternahm er militärische Operationen gegen die chalkidikischen Städte und 430 v. Chr. gegen die Ambrakioten zur Unterstützung der Amphilochier und Akarnanier.
429 v. Chr. operierte er vor Argos und Naupaktos, wo er mit 20 Schiffen eine überlegene korinthische Flotte von 47 Schiffen besiegte. In einer zweiten Seeschlacht bei Naupaktos gegen eine noch weit größere Übermacht von 77 Schiffen unter spartanischer Leitung war er nur halb erfolgreich, da seine Verstärkungen aus Athen nicht rechtzeitig eintrafen. Im Winter 429/428 v. Chr. unternahm er einen Feldzug in Akarnanien und kehrte dann nach Athen zurück.
Zu einem bestimmten (nicht ganz klaren) Zeitpunkt seiner Laufbahn wurde Phormion von der athenischen Volksversammlung als Disziplinarmaßnahme eine Geldstrafe in Höhe von 100 Minen auferlegt, die Phormion nicht bezahlen konnte. Infolgedessen verlor er durch „Atimie“ seine bürgerlichen Rechte und musste sich aus Athen in seinen Heimatort Päania zurückziehen. Als die Athener ihn bald danach, möglicherweise auf Anforderung der Akarnanen, bei denen Phormion in hohem Ansehen stand, erneut zum Führer ihrer Flotte beriefen, lehnte Phormion die Übernahme dieses Amtes unter Verweis auf die auf ihm lastende Atimie ab, die es ihm unmöglich mache, mit Autorität einem Flottenverband vorzustehen. Daraufhin bezahlten die Athener, die unbedingt wollten, dass Phormion das Amt übernahm, wie Pausanias berichtete, seine Schulden aus der Staatskasse.
Wahrscheinlich ist Phormion bald nach seiner Rückkehr nach Athen noch 428 v. Chr. verstorben. Seine Todesursache ist unklar. Es kann jedoch darauf hingewiesen werden, dass in der attischen Hauptstadt zwischen 430 und 427 v. Chr. mit Unterbrechungen eine Pestepidemie grassierte, die Tausende von Athenern das Leben kostete.
Bei den Akarnanen war Phormion so beliebt, dass sie nach seinem Tode zur Fortsetzung der militärischen Operationen einen Verwandten als Feldherrn wünschten. Athen entsandte daraufhin den Sohn Phormions, den nach seinem Großvater benannten Asopios d. J. Dieser kam jedoch bereits 428 v. Chr. nach vorherigen erfolgreichen Aktionen bei einer unglücklichen Landungsoperation in Akarnanien ums Leben.
In den Komödien des Aristophanes und des Eupolis wurde Phormion den Athenern noch mindestens ein Jahrzehnt lang als Prototyp eines vorbildlichen Offiziers vorgestellt.
Nach Pausanias gab es später auf der Akropolis in Athen eine Statue des Phormion.